# Grevillea singuliflora
Grevillea singuliflora là một loài thực vật có hoa trong họ Quắn hoa. Loài này được F.Muell. miêu tả khoa học đầu tiên năm 1867.